# Darth Nihilus
Darth Nihilus (uitgesproken [naɪ.e.lɨs]) is een personage uit Star Wars.

## Biografie
was een menselijke man die regeerde als een Dark Lord of the Sith tijdens het tijdperk van strijd na de Jedi Civil War. Voordat hij een Sith Lord werd, verloor hij alles tijdens de oorlog van de Galactische Republiek tegen de Mandalorian Neo-Crusaders. Hij overleefde de activering van het superwapen Mass Shadow Generator tijdens de laatste slag van de oorlog op de planeet Malachor V, die de planeet omringde met een destructief ruimtelijk fenomeen dat bekend staat als een massale schaduw . Het ervaren van de schaduw die bijna alles op en rond de planeet vernietigde deed Nihilus hunkeren naar Force-energie. De aandoening verwoestte pijnlijk zijn lichaam terwijl hij een wond in de Force opliep. Hij werd gevonden door een zoeker hiervan, de voormalige Jedi Kreia, die de Sith Lord Darth Traya werd en hem vertelde dat ze hem kon leren zijn eindeloze honger te stillen. Hij accepteerde haar aanbod om in de leer te gaan bij de Trayus Academy op Malachor V, waar hij na verloop van tijd een van de drie gelijktijdige Dark Lords of the Sith werd.
Samen vormden ze een driemanschap met Darth Traya aan het hoofd en haar andere leerling, Darth Sion, als derde lid. Het trio koos individuele titels voor zichzelf, waarbij Darth Nihilus de Lord of Hunger werd. De leerlingen groeiden tijdens hun training in kracht en uiteindelijk overmeesterden ze hun meester. Sion versloeg Traya, terwijl Nihilus haar energie ondermijnde. De twee Sith combineerden toen hun krachten om haar verbinding met de Force te verbreken en stuurden haar in ballingschap. De aandoening van Nihilus ontwikkelde zich tot het punt waarop de Dark Lord gedwongen werd een beroep te doen op de duistere kant van de Force, om zijn geest in zijn masker en pantser te omsluiten om in leven te blijven. Hij en Sion begonnen toen een Jedi-zuivering, waardoor de Jedi-orde virtueel uitstierf. Nihilus was verantwoordelijk voor de verwoesting van de planeet Katarr in 3952 BBY, waarbij hij de Force-energie van de Jedi bij het Conclaaf op Katarr doodde en absorbeerde, samen met elk ander levend wezen op de wereld behalve een Miraluka- vrouw genaamd Visas Marr. Marr werd van het oppervlak verzameld en Nihilus begon haar te trainen als zijn schaduwhand.
Een jaar later voelde Nihilus een groeiende aanwezigheid in de Force en stuurde Marr eropuit om het te elimineren. Die aanwezigheid was een vrouw die was verbannen uit de Jedi Order, Meetra Surik, die op zoek was naar de weinige Jedi Masters die de Purge hadden overleefd met de hulp van Darth Traya, die haar Sith-attributen had opgeborgen en zichzelf opnieuw had geïdentificeerd als Kreia. Toen Marr probeerde Surik te vermoorden, versloeg de verbannen Jedi haar en overtuigde haar om zich tijdens het proces naar de lichte kant van de Force te wenden. Hoewel Nihilus terugkeerde naar de randen van de bekende ruimte, werd hij uiteindelijk door Kreia misleid om de Battle of Telos IV in een poging om een Jedi Academy op te nemen die behalve de directrice geen Force-gevoeligen had . Nihilus ontmoette een grote Republiek en Mandaloriaanse vloot bij Telos IV die hem afleidde. Ondertussen werd zijn vlaggenschip, de Ravager, in het geheim geënterd door een kleine troepenmacht bestaande uit Surik, Marr, Mandalore the Preserver en zijn Mandalorians. Het trio confronteerde en doodde Nihilus in het daaropvolgende duel, terwijl de Mandalorianen explosieven optuigden die het schip vernietigden. Het pantser van de Sith Lord handhaafde zijn geest en werd verzameld voor begrafenis op de Sith-thuiswereld Korriban, waar zijn ziel in contact kon komen met een holocron van zijn eigen creatie.